# Deutsches Weinlesefest

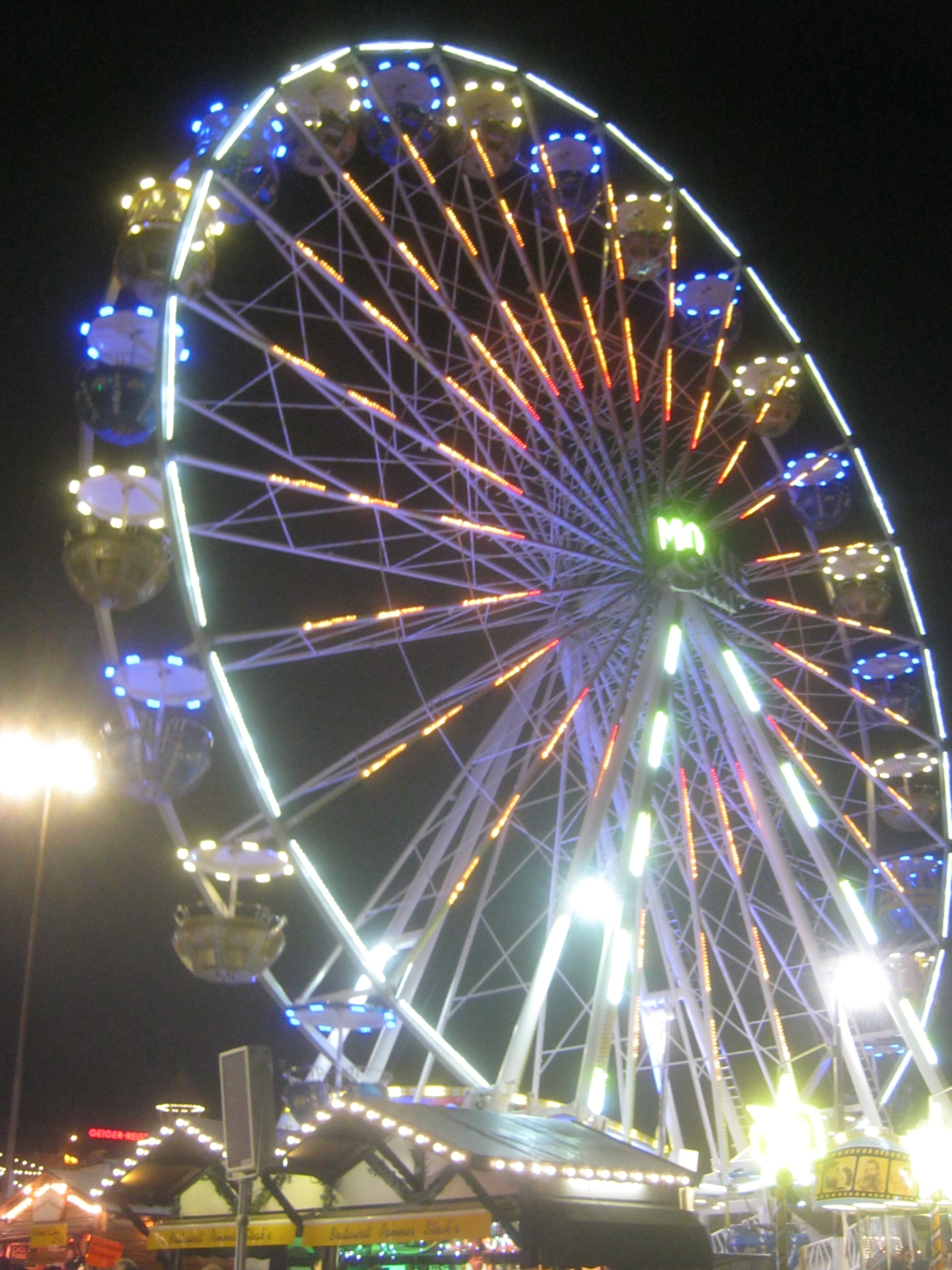
Riesenrad auf dem Weinlesefest

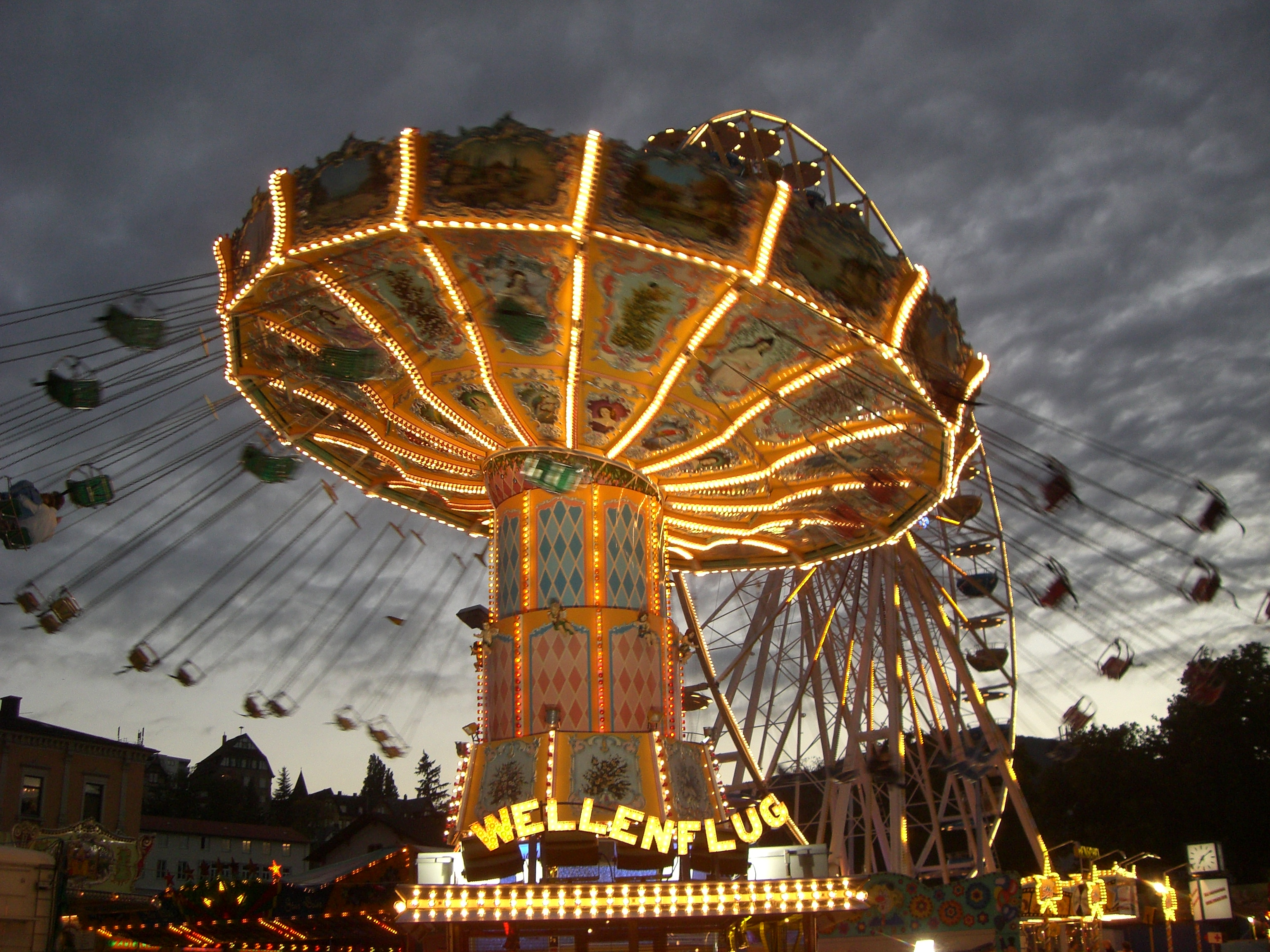
Kettenkarussell auf dem Weinlesefest

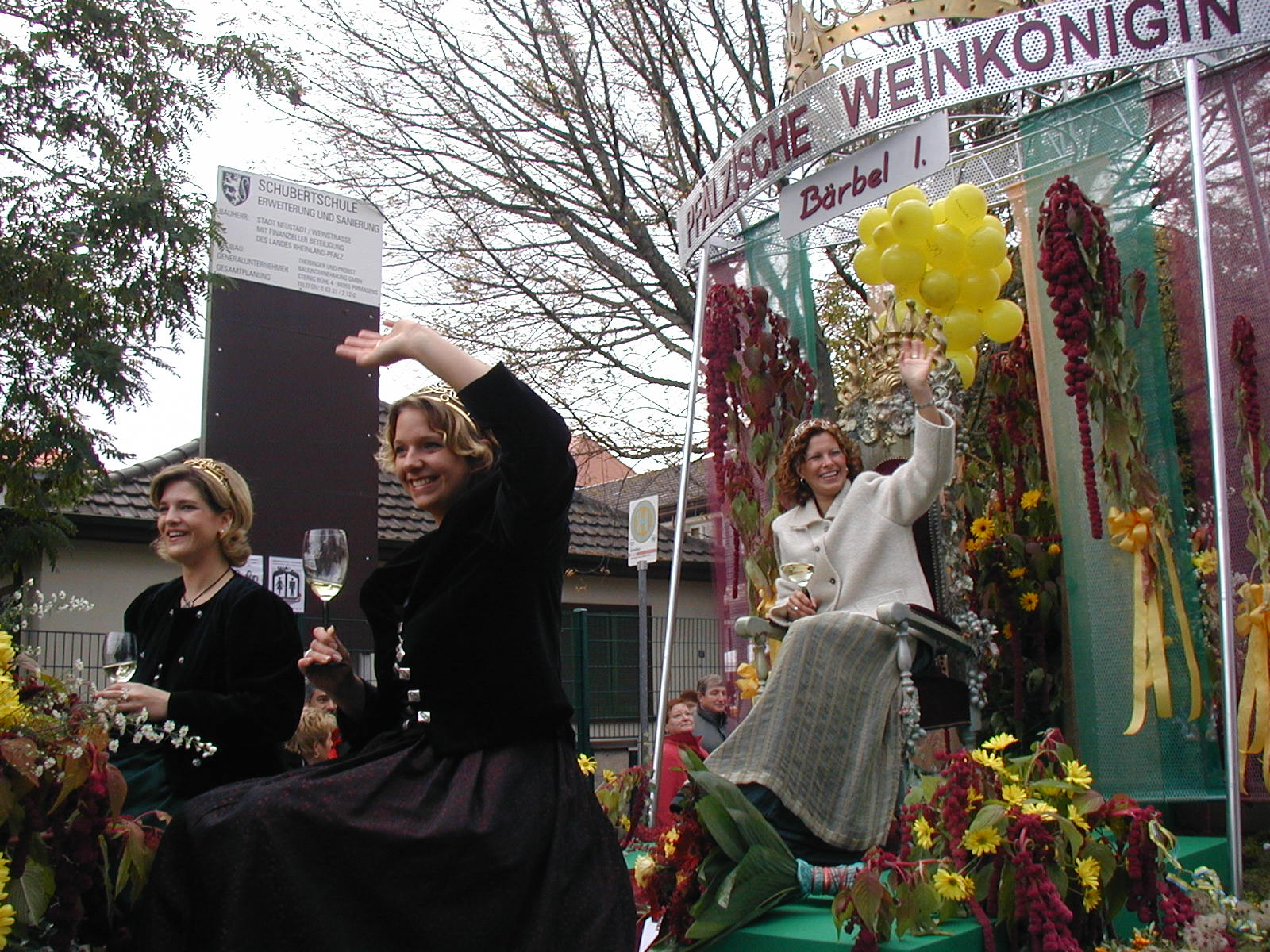
Prunkwagen der Pfälzischen Weinkönigin beim Winzerfestzug

Das Deutsche Weinlesefest findet alljährlich am ersten und zweiten Wochenende im Oktober in Neustadt an der Weinstraße (Rheinland-Pfalz) statt, das in der Mitte der Pfalz und der Deutschen Weinstraße liegt und das Zentrum des pfälzischen Weinanbaugebiets verkörpert. Sein hauptsächlicher touristischer Anziehungspunkt ist der Neustadter Winzerfestzug. Die Anregung zum Weinlesefest kam 1929 vom Neustadter Verleger Daniel Meininger (1876–1964).

## Veranstaltungen

### „Haiselscher“
Auf dem Neustadter Bahnhofsvorplatz laden schon ab dem letzten Freitag im September die „Haiselscher“ zur Einkehr. Die kleinen Weinstuben in Fachwerkoptik bieten neben Spezialitäten aus der Pfälzer Küche vor allem den Neuen Wein an. Mittlerweile wird die Bezeichnung Haiselscher nicht mehr nur für die Örtlichkeit, sondern auch für das Vor- und Begleitfest selbst verwendet, das ursprünglich keinen eigenen Namen hatte.

### „Pfalzweinprobe“ sowie „Wein- und Sekttreff“
Die Weinbruderschaft der Pfalz, eine Vereinigung, die sich der Pflege des Weins als Kulturgut verschrieben hat, lädt in den dem Hauptbahnhof benachbarten Saalbau ein zur großen Verkostung, die den Namen Pfalzweinprobe führt. Beim w.i.n.e.FESTival auf dem Hetzelplatz, das bis einschließlich 2013 Deutscher Wein- und Sekttreff hieß, können Gewächse aus allen 13 deutschen Weinbaugebieten probiert werden.

### Pfälzische und Deutsche Weinkönigin
Traditionell fand von 1949 bis 2005 die Wahl sowohl der Pfälzischen als auch der Deutschen Weinkönigin jeweils im Neustadter Saalbau statt, und zwar am ersten bzw. zweiten Festwochenende. Die erste Wahlveranstaltung dort war am 2. Oktober 1949; damals wurde Elisabeth Kuhn, später Gies, aus Diedesfeld zur Pfälzischen Weinkönigin gewählt und anschließend zur Deutschen Weinkönigin ernannt. Inzwischen kann die Wahl der Deutschen Weinkönigin maximal drei Mal pro Jahrzehnt auch in anderen deutschen Städten stattfinden, die dem Weinbau verbunden sind.

### Winzerfestzug
Als Höhepunkt des Weinlesefestes wird am zweiten Festsonntag der Welt größter Winzerumzug veranstaltet, der Neustadter Winzerfestzug, zu dem die Zuschauer von weit her anreisen. Mittlerweile finden sich 150.000 bis 200.000 Tagesgäste ein, das ist das Drei- bis Vierfache der Einwohnerzahl der Stadt. Bis zu 150 Zugnummern reihen sich aneinander – zum Beispiel Festwagen, Musikkapellen sowie Brauchtumsgruppen und als Höhepunkte die Prunkwagen der beiden neugewählten Weinmajestäten.

### Höhenfeuerwerk
Montags, am letzten Festtag, steigt abends ein Höhenfeuerwerk. Anfangs wurde es am Hang der Haardt oberhalb der Stadt abgeschossen, seit einigen Jahren liegt der Startpunkt nahe dem Bahnhofsvorplatz.